# Akai AJ–350
Akai AJ–350 típusjelű rádió-magnó. Gyártó: Akai Electric Company Ltd., Japán.
Közép-, rövid- és ultrarövidhullámú sávok vételére alkalmas rádióegység és egy Compact Cassette rendszerű félsávos mono magnó kombinációja, mono végerősítővel. URH sávon az OIRT norma szerint sugárzó adók műsorai vehetőek rajta. A magnórész egy nagy érzékenységű elektretmikrofont is tartalmaz, mellyel kb. 10 méteres körzetben jó minőségű felvételek készíthetőek. A felvételi kivezérlés automata szabályozású. Mechanikája automata szalagvégkapcsolóval, valamint pillanat-állj kapcsolóval is fel van szerelve.

## Műszaki adatok és minőségi jellemzők

### Mechanikai adatok
- Üzemeltetési helyzet: vízszintes és függőleges
- Szalagtárolási rendszer: Compact Cassette
- Rögzíthető sávrendszer: félsáv, mono
- Lejátszható sávrendszerek:

1. félsáv, mono
2. 2x negyedsáv, sztereö (monósítva)

- Felvételi és lejátszási szalagsebesség: 4,76 cm/s ± 1,5%
- Szalagsebesség-ingadozás: ± 0,3%
- Gyorstekercselési idő C 60 kazettánál: 85 s
- Beépített motor: 1 db, egyenáramú
- Szalaghosszmérés: háromjegyű számlálóval
- Külső méretek: 102 x 236 x 354 mm
- Tömege: 3,3 kg (telepek nélkül)

### Hangfrekvenciás átviteli jellemzők
- Használható szalagfajta: csak vasoxidos
- Frekvenciaátvitel szalagról mérve: 80...10 000 Hz ± 3 dB
- Jel-zaj viszony szalagról mérve (1 kHz/0 dB jelnél): >= 44 dB
- Törlési csillapítás (1 kHz/0 dB jelnél): >= 62 dB
- Szalagról mért harmonikus torzítás feszültségkimeneten (333 Hz/0 db jelnél): =< 5%
- A végerősítő frekvenciaátvitele: 80...12 000 Hz
- A végerősítő harmonikus torzítása: =< 10%

### Üzemi adatok
- Felvételi és lejátszási korrekció: 3180 + 120 µs
- Törlő és előmágnesező áram frekvenciája: 60 kHz ± 5 kHz
- Tápegyenfeszültség: 9 V
- Telepkészlet: 6 db 1,5 V-os R 20 góliátelem
- Hálózati tápfeszültség: 220 V, 50 Hz
- Teljesítményfelvétel hálózatból: 6...12 VA
- Megengedett hálózati feszültségingadozás: ± 10 V

### Általános adatok
- Hangszínszabályozás lejátszáskor: 8 kHz-en -14 dB
- Hangfrekvenciás bemenetek:

1. mikrofon: 0,1 mV/2 kOhm
2. lemezjátszó: 40 mV/120 kOhm
3. rádió: 0,1 mV / 5 kOhm

- Hangfrekvenciás kimenetek:

1. jelfeszültség: 500 mV/22 kOhm
2. fejhallgató: 500 mV/150 kOhm
3. hangszóró: 3,15 V/4 ohm

- Hangfrekvenciás kimeneti teljesítmény:

1. telepes üzemben: 0,7 W (szinuszos), 1 W (zenei)
2. hálózati üzemben: 1 W (szinuszos), 1,25 W (zenei)

- Beépített hangszóró: 2 W/4 ohm
- Kivezérlésmérő: 100 µA-es Deprez-műszer

### Rádiófrekvenciás adatok
- Vételi sávok:

1. középhullám, 525...1605 kHz
2. rövidhullám, 4,7...12 MHz
3. URH (OIRT norma), 66,5...73 MHz

- Vételi érzékenység:

1. középhullámon: 850 µV/m (ferritről) (26 dB jel-zaj viszonynál)
2. rövidhullámon: 600 µV/m (ferritről), 70 µV/m (antennáról) (26 dB jel-zaj viszonynál)
3. URH-n: 5 mikroV (26 dB jel-zaj viszonynál)

- Vételi szelektivitás:

1. középhullámon: >= 28 dB
2. rövidhullámon: >= 22 dB
3. URH-n: >= 43 dB

- Frekvenciaátvitel rádióműsor-vételnél:

1. AM-sávon: 80...4500 Hz
2. FM-sávon: 80...14 000 Hz

- Demodulációs torzítás:

1. AM-sávon: =< 3%
2. FM-sávon: =< 2%

### Szolgáltatások
- Automata szalagvégkapcsoló
- AFC áramkör URH-vételnél
- Automata felvételi kivezérlés
- Beépített elektretmikrofon
- Felvételi együtthallgatás
- Külső tápforrás-csatlakozó

### Beépített erősítőelemek
- Tranzisztorok: 6 db 2 SC 930, 1 db 2 SC 929, 1 db 2 SC 536 F
- Integrált áramkörök: 1 db TA 7137 P, 1 db LA 4102

### Mechanikus beállítási adatok
- A gumigörgő nyomóereje felvétel/lejátszás üzemmódban: 350 cN ± 50 cN
- A felcsévélő orsó tengelycsonk forgatónyomatéka felvétel/lejátszás üzemmódban: 35...70 cN
- A csévélő tengelycsonkok forgatónyomatéka gyorstekercselésnél: minimum 60 cN (mindkét irányban)
- Az automata szalagvégkapcsoló mechanikus érzékelőjének nyomatéka: 35 cN
- A hajtómotor fordulatszám-szabályozása: mechanikus centrifugálregulátorral, szabályozó áramkör nélkül.

### Áramfelvételi adatok
- Üresjáratban: 25 mA
- Gyorstekercselésnél: 120 mA
- Lejátszás üzemben: 85 mA (közepes hangerőnél)
- Felvételi üzemben: 110 mA (együtthallgatás nélkül)
- Felvétel a beépített rádióból, közepes monitor hangerőnél: 125 mA
- Rádióműsor hallgatás, legnagyobb hangerőnél: 80 mA

### Elektromos beállítások
- Előmágnesező áram: 0,6 mA (nagyfrekvenciás)
- Előmágnesező feszültség: 60 mVeff (A VR 201 jelű trimmer potenciométerrel állítható)
- Törlés: egyenáramú
- Törlőfeszültség: 0,9 V

### Rádiófrekvenciás beállítások
- AM középfrekvencia: 460 kHz
- FM középfrekvencia: 10,7 MHz
- Az AM oszcillátorok hangolása: a rádiófrekvenciás adatoknál közölt vételi sávok szélső frekvenciáin
- Az AM modulátorok hangolási pontjai:

1. középhullámon: 600 kHz/1400 kHz
2. rövidhullámon: 5 MHz/11 MHz

- Az FM oszcillátor hangolása: 64 MHz/74 MHz
- Az FM modulátor hangolása: 65 MHz/73 MHz